# Palisade (Nebraska)
Palisade ist eine Ortschaft im US-amerikanischen Bundesstaat Nebraska. Das Village liegt sowohl im Hitchcock County als auch im Hayes County. Zur Volkszählung im April 2020 hatte Palisade 294 Einwohner. Durch den Ort verlaufen der U.S. Highway 6 und der Nebraska Highway 25A.

## Geschichte
Samuel L. True errichtete 1879 einen Laden am Zusammenfluss des Bobtail Creek mit dem Frenchman River, zudem baute er ein Wohnhaus für seine Familie. Er nannte das Anwesen „Palisade“. True wurde 1880 zum Postmeister ernannt. Der Ort begann zu wachsen, weitere Häuser und Geschäfte wurden erbaut. Als Anfang der 1880er Jahre die Bahngesellschaft Chicago, Burlington and Quincy Railroad ihr Streckennetz in Richtung Palisade erweiterte, kaufte True größere Ländereien, um vom erwarteten Wachstum des Ortes durch die Bahn zu profitieren. Die neue Strecke wurde jedoch eine halbe Meile entfernt von Trues Land geplant. Die Lincoln Land Company, der dieses Land gehörte, schuf Pläne für einen neuen Ort und nannte ihn zunächst „New Palisade“. Bis 1897 waren fast alle Häuser vom „alten“ ins „neue“ Palisade verlegt worden. Bereits zu diesem Zeitpunkt erstreckte sich der Ort in das Hitchcock und das Hayes County.
Die Ankündigung im Jahr 1890, die Eisenbahnlinie nicht weiterzubauen, führte zum Wachstumsstillstand Palisades. Die Gleise wurden schließlich 1891 doch durch den Ort verlegt. Im Jahr 1892 wurde das Frenchman Valley Bewässerungsprojekt begonnen, was die Landwirtschaft in der Umgebung stark förderte. Die fertige Bahnlinie und das Bewässerungsprogramm führten wiederum zu einem erheblichen Wachstum des Ortes, Kirchen, Geschäfte und Wohnhäuser entstanden.
Der Ortsansässige F.C. Krotter installierte 1911 die erste Stromversorgung in Palisade und sorgte damit für einen wirtschaftlichen Aufschwung, der bis zum Börsencrash 1929 anhielt. Krotter finanzierte der Stadt außerdem im Jahr 1931 die Einrichtung eines öffentlichen Schwimmbads und eines Parks, der heute zu seinem Gedenken den Namen Krotter Parc trägt.
Etwa ab 1943 existierte in Palisade ein Gefangenenlager für deutsche Kriegsgefangene. Die bis zu 130 untergebrachten Gefangenen unterstützten die ortsansässigen Farmer bei der Maisernte. Unter den Einheimischen waren die Deutschen wegen ihres Gesangs während der Arbeit bekannt. Das Lager wurde im Dezember 1945 geschlossen, heute erinnert daran eine Gedenktafel.
In den 1950er Jahren erreichte Palisade mit etwa 800 Personen seine höchste Einwohnerzahl.

## Öffentliche Einrichtungen
In Palisade gibt es eine Schule, die zu den Wauneta-Palisade Public Schools gehört, außerdem existiert eine öffentliche Bibliothek. Das Schwimmbad, das zu seiner Erbauung 1931 das größte im ganzen Bundesstaat war, wurde 1983 umfassend saniert.

## Denkmal
Ein Denkmal für die Kriegsveteranen aus Palisade befindet sich in der Ortsmitte am Nebraska Highway 25A. Das Denkmal wurde von 2001 bis 2006 erbaut und erinnert an die Veteranen sämtlicher Kriege und Auseinandersetzungen der Vergangenheit. Es besteht aus fünf Granitstelen, in die über 700 Namen eingraviert sind. Um das Denkmal würde eine kleine parkähnliche Fläche angelegt.

## Veranstaltungen
In Palisade werden jedes Jahr im Juni die Palisade Pioneer Days durchgeführt. Das Festival erstreckt sich über drei Tage, neben verschiedenen Veranstaltungen wird dabei das Alumni-Dinner für alle Absolventen der Palisade High School durchgeführt.

## Persönlichkeiten
- Ralph Arthur Bohlmann (1932–2016), Präsident der Lutheran Church – Missouri Synod[4]